# Blovstrød
Blovstrød är en ort i Allerøds kommun, Region Hovedstaden, Danmark, 24 km nordväst om Köpenhamn. Antalet invånare är 2 211. Närmaste större samhälle är Hillerød, 3 km väster om Blovstrød. 